# Great Teacher Onizuka
Great Teacher Onizuka (グレート・ティーチャー・オニズカ Gurēto Tīchā Onizuka), officielt kaldt GTO, er en manga, anime og dramaserie lavet af Tohru Fujisawa. Denne serie er en komedie, som meget hen af vejen anvender fræk og falde-på-halen-humor.

## Plot
Serien handler om den 22-årige Eikichi Onizuka. Onizuka er et tidligere bandemedlem, som er meget glad for at kigge på piger og gør sig ambitioner om at blive lærer og endda den bedste lærer i Japan. Det lykkes ham da også efter, at han har disciplineret nogle af sine elever på en ret alternativ måde. Dette er dog midlertidigt og i sidste ende er han tvunget til at tage en test for blive lærer. Trods sine dårlige odds får han alligevel et job og her begynder alt det sjove.